# Liste der Biografien/Harte
Liste der Biografien |
Portal Biografien |
Personensuche
# |
A |
B |
C |
D |
E |
F |
G |
H |
I |
J |
K |
L |
M |
N |
O |
P |
Q |
R |
S |
T |
U |
V |
W |
X |
Y |
Z |
?
 
Ha |
Hd |
He |
Hi |
Hj |
Hk |
Hl |
Hm |
Hn |
Ho |
Hr |
Hs |
Ht |
Hu |
Hv |
Hw |
Hy
 
Haa |
Hab |
Hac |
Had |
Hae–Haf |
Hag |
Hah |
Hai |
Haj |
Hak |
Hal |
Ham |
Han |
Hao |
Hap |
Haq |
Har |
Has |
Hat |
Hau |
Hav |
Haw |
Hax |
Hay |
Haz
 
Hara |
Harb |
Harc |
Hard |
Hare |
Harf |
Harg |
Harh |
Hari |
Harj |
Hark |
Harl |
Harm |
Harn |
Haro |
Harp |
Harr |
Hars |
Hart |
Haru |
Harv |
Harw |
Harx |
Hary |
Harz
 
Harta |
Hartb |
Hartd |
Harte |
Hartf |
Hartg |
Harth |
Harti |
Hartj |
Hartk |
Hartl |
Hartm |
Hartn |
Harto |
Hartr |
Harts |
Hartt |
Hartu |
Hartv |
Hartw |
Harty |
Hartz
Die Liste der Biografien führt alle Personen auf, die in der deutschsprachigen Wikipedia einen Artikel haben. Dieses ist eine Teilliste mit 139 Einträgen von Personen, deren Namen mit den Buchstaben „Harte“ beginnt.

## Harte
- Harte van Tecklenburg, Jan (1853–1937), niederländischer Politiker und Unternehmer
- Harte, Bret (1836–1902), US-amerikanischer Schriftsteller
- Harte, Conor (* 1988), irischer Hockeyspieler
- Harte, Cornelia (1914–1998), deutsche Entwicklungsbiologin und erste Professorin an der Universität zu Köln
- Harte, David (* 1988), irischer Hockeyspieler
- Harte, Friedrich (1872–1941), deutscher Politiker (DVP), MdR
- Harte, Günter (1925–2012), niederdeutscher Autor und Erzähler
- Harte, Ian (* 1977), irischer Fußballspieler
- Harte, Johanna (1923–1991), niederdeutsche Autorin
- Harte, Mickey (* 1973), irischer Popsänger
- Harte, Patrick (1931–2018), irischer Politiker der Fine Gael
- Harte, Verity (* 1968), britische Philosophin

### Hartec
- Harteck, Max (1874–1933), deutscher Journalist und Staatsbeamter
- Harteck, Paul (1902–1985), österreichischer PhysikochemikerPaul Harteck (1902–1985)

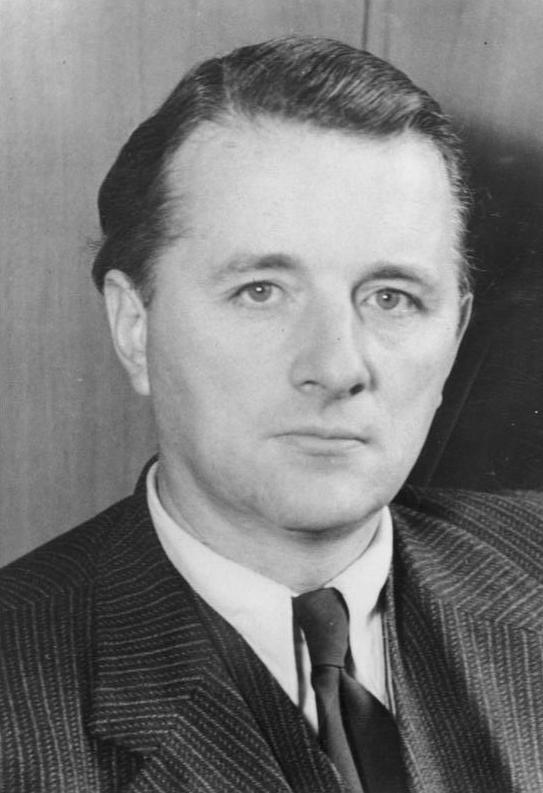
Paul Harteck (1902–1985)

### Harteg
- Hartegg, Vera (1902–1981), deutsche Schauspielerin und Autorin

### Hartei
- Härteis, Johannes (* 1996), deutscher Tennisspieler

### Hartel
- Härtel, Adolf (1891–1949), österreichischer Maschinenbau-Ingenieur, Hochschullehrer und nationalsozialistischer Wissenschaftsfunktionär
- Härtel, Alfons (1900–1970), deutscher katholischer Geistlicher
- Hartel, August (1844–1890), deutscher Architekt
- Härtel, Christoph (* 1974), deutscher Kinderarzt
- Härtel, Edgar (1872–1915), deutscher Offizier, Fotograf und Autor
- Härtel, Fritz (1877–1940), deutscher Chirurg
- Härtel, Gottfried (1925–2019), deutscher Althistoriker und Hochschullehrer
- Härtel, Gottfried Christoph (1763–1827), deutscher Musikverleger
- Härtel, Heide-Marie (* 1950), deutsche Tänzerin, Kamerafrau, Filmregisseurin, Medienarchivarin und künstlerische Leiterin
- Härtel, Helmar (* 1942), deutscher Bibliothekar, Kodikologe und Einbandforscher
- Härtel, Herbert (1921–2005), deutscher Indologe
- Härtel, Hermann (1803–1875), deutscher Musikverleger
- Härtel, Hermann (* 1943), österreichischer Maler, Grafiker und Buchillustrator
- Härtel, Hermann (* 1949), österreichischer Musiker, Lehrbeauftragter an Musikuniversitäten, Autor und Volksmusikforscher
- Härtel, Ines (* 1972), deutsche Rechtswissenschaftlerin, Richterin des Bundesverfassungsgerichts
- Härtel, Jens (* 1969), deutscher Fußballspieler und -trainerJens Härtel (* 1969)

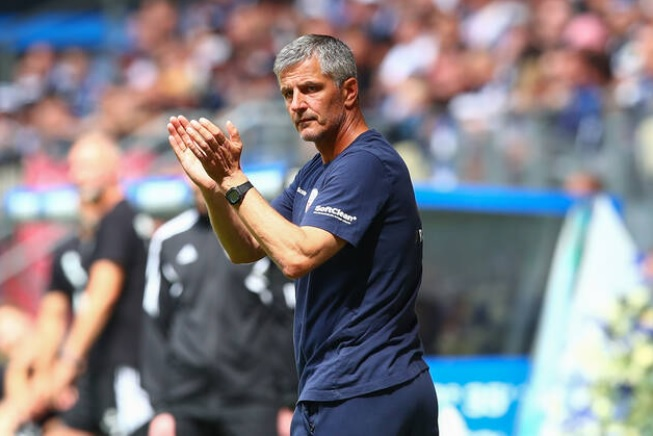
Jens Härtel (* 1969)

- Härtel, Johannes (1908–1969), deutscher Generalmajor der Bundeswehr
- Härtel, Karl-Jürgen (* 1924), deutscher Gebrauchsgrafiker
- Härtel, Karsten (* 1961), deutscher Fußballtorwart
- Härtel, Klaus (* 1952), deutscher Fußballspieler (DDR)
- Hartel, Lis (1921–2009), dänische Dressurreiterin
- Hartel, Marcel (* 1996), deutscher Fußballspieler
- Härtel, Margret (* 1943), deutsche Politikerin (CDU)
- Härtel, Marie-Theres (* 1983), österreichische Bratscherin
- Härtel, Peter (* 1937), deutscher Radsportler (DDR)
- Härtel, Reinhard (* 1945), österreichischer Historiker
- Härtel, Richard (1835–1903), Vorsitzender des Deutschen Buchdruckerverbandes
- Härtel, Robert (1831–1894), deutscher Bildhauer
- Härtel, Roland (* 1944), deutscher Politiker (SPD), MdL
- Härtel, Sascha (* 1999), deutscher Fußballspieler
- Härtel, Stefan (* 1988), deutscher Boxer
- Hartel, Susanne (* 1988), deutsche Fußballspielerin
- Härtel, Thomas (* 1951), deutscher Bildungspolitiker und Staatssekretär
- Hartel, Tibor (* 1978), rumänischer Ökologe
- Hartel, Walter (* 1942), deutscher Fußballspieler
- Hartel, Wilhelm (* 1930), deutscher Chirurg und Sanitätsoffizier
- Hartel, Wilhelm von (1839–1907), österreichischer Altphilologe und Politiker
- Härtel, Willy (1902–1943), deutscher SA-Führer
- Hartelius, Dag (* 1955), schwedischer Diplomat
- Hartelius, Malin (* 1966), schwedische Opernsängerin (Sopran)
- Hartelt, Anna (* 1988), deutsche Curlerin
- Hartelt, Konrad (* 1940), deutscher Theologe und Professor für Kirchenrecht
- Hartelt, Passima (1903–1945), deutsche Steyler Missionsschwester und Märtyrin
- Hartelt, Sabine (* 1960), deutsche Sportmoderatorin

### Hartem

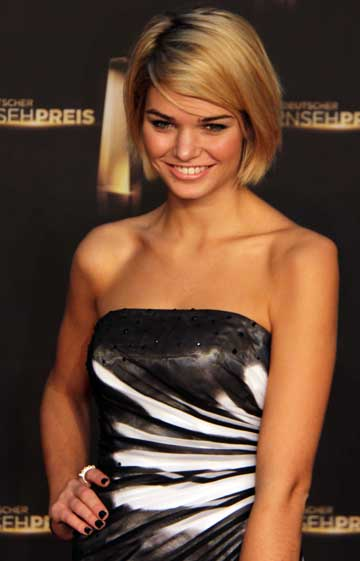
Luisa Hartema (* 1994)

- Hartema, Luisa (* 1994), deutsches ModelLuisa Hartema (* 1994)

### Harten
- Harten, Albrecht (1937–2017), deutscher Politiker (CDU)
- Harten, Ami (1946–1994), israelischer Mathematiker und Hochschullehrer
- Harten, Charles (1902–1979), US-amerikanischer Kameramann
- Harten, Jaac van († 1973), Juweliers und Kunsthändler
- Harten, Jürgen (* 1933), deutscher Kunsthistoriker und Museumsdirektor
- Harten, Meike (* 1962), deutsche Schauspielerin
- Harten, Ulf (* 1954), deutscher Comiczeichner und Cartoonist
- Harten, Uwe (* 1944), deutscher Musikwissenschaftler
- Hartenau, Assen (1890–1965), österreichischer Finanzbeamter und Diplomat
- Hartenbach, Alfred (1943–2016), deutscher Politiker (SPD), MdB
- Hartenbach, Klemens (* 1964), deutscher Fußballspieler und Fußballfunktionär
- Hartenbach, Walter (1914–2012), deutscher Chirurg und Buchautor
- Hartenbeck, Peter († 1616), deutscher Münzgraveur (Stempelschneider) und Medailleur der Spätrenaissance und des Frühbarock
- Hartenberg, Friedrich von († 1822), Student und Hochstapler, Betrüger von Johannes von Müller
- Hartenberger, Richard (1911–1974), österreichischer SS-Untersturmführer und Täter des Holocaust
- Hartenberger, Uwe (* 1968), deutscher Fußballspieler
- Harteneck, Gustav (1892–1984), deutscher General der Kavallerie im Zweiten Weltkrieg
- Hartenfels, Andreas (* 1966), deutscher Politiker (BSW, Bündnis 90/Die Grünen), MdL
- Hartenfels, Georg Christoph Petri von (1633–1718), deutscher Arzt und Naturforscher
- Hartenfels, Ludwig (1894–1955), deutscher Politiker (FDP), Kultursenator in Hamburg
- Hartenhauer, Christian (* 1948), deutscher Politiker (SED), Oberbürgermeister Ost-Berlins
- Hartenkeil, Johann Jakob (1761–1808), deutscher Arzt in Salzburg
- Hartenstein, Bernhard (1840–1889), deutscher Verwaltungsjurist
- Hartenstein, Edwin (1850–1920), deutscher Lehrer und Politiker, MdL
- Hartenstein, Elfi (* 1946), deutsche Schriftstellerin
- Hartenstein, Elisabeth (1900–1994), deutsche Schriftstellerin
- Hartenstein, Florian (* 1977), deutscher Basketball-CenterspielerFlorian Hartenstein (* 1977)

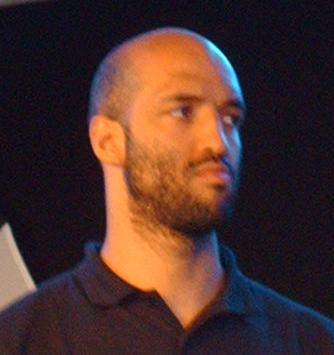
Florian Hartenstein (* 1977)

- Hartenstein, Friedhelm (* 1960), deutscher evangelischer Theologe
- Hartenstein, Gustav (1808–1890), deutscher Philosoph und Hochschullehrer
- Hartenstein, Gustav (1864–1926), württembergischer Jurist, Landtagsabgeordneter und Oberbürgermeister von Ludwigsburg
- Hartenstein, Hannes (* 1970), deutscher Informatiker
- Hartenstein, Isaiah (* 1998), deutsch-amerikanischer BasketballspielerIsaiah Hartenstein (* 1998)

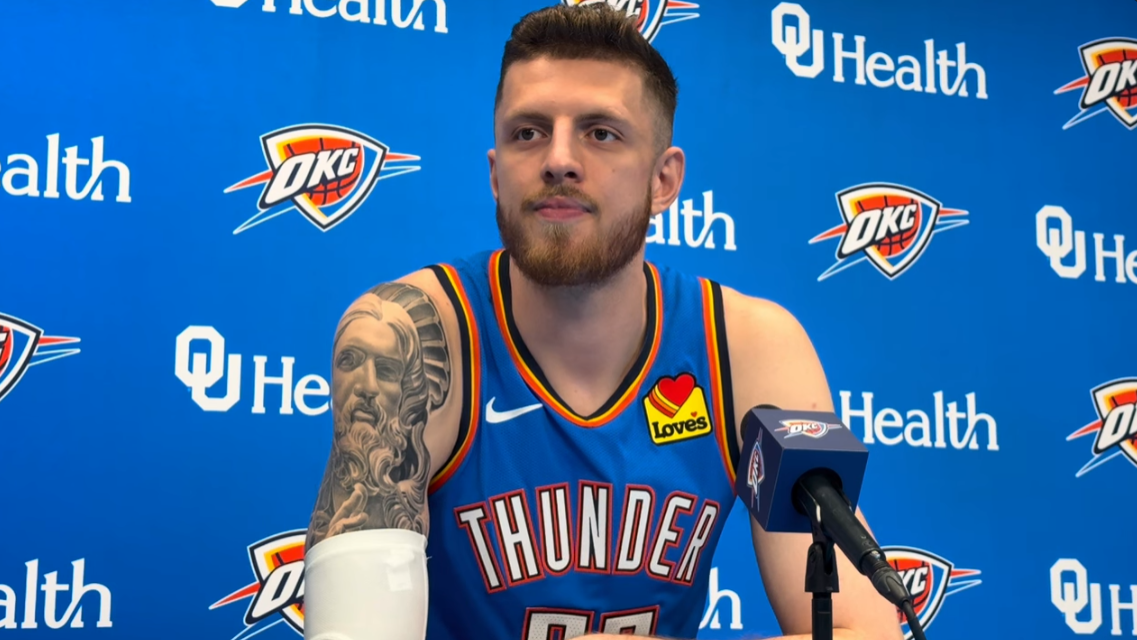
Isaiah Hartenstein (* 1998)

- Hartenstein, Judith (* 1964), deutsche evangelische Theologin
- Hartenstein, Jürgen (* 1971), deutscher Boxer
- Hartenstein, Karl (1894–1952), evangelischer Theologe und Missionsdirektor
- Hartenstein, Klaus (* 1930), deutscher Fußballspieler
- Hartenstein, Klaus (* 1949), deutscher Sprachwissenschaftler und Hochschullehrer
- Hartenstein, Liesel (1928–2013), deutsche Politikerin (SPD), MdB
- Hartenstein, Marc, deutscher Fernsehmoderator
- Hartenstein, Paul (1878–1921), deutscher Schauspieler, Regisseur und Theaterleiter
- Hartenstein, Reiner (1934–2022), deutscher Informatiker, Nachrichtentechniker und Informationstheoretiker
- Hartenstein, Volker (* 1943), deutscher Politiker (Bündnis 90/Die Grünen), MdL
- Hartenstein, Werner (1879–1947), deutscher Verwaltungsjurist, Oberbürgermeister von Freiberg
- Hartenstein, Werner (1908–1943), deutscher Marineoffizier
- Hartenstein, Wilhelm (1888–1944), deutscher Offizier
- Hartenstern, Max (* 1999), deutscher Mountainbiker
- Hartenthal, Mathilde von (1843–1920), österreichische Malerin und Radiererin
- Hartenthaler, Erich (* 1931), deutscher Orgelbauer

### Harter
- Härter, August (1886–1968), deutscher Architekt und kommunaler Baubeamter
- Harter, Daniel (* 1979), evangelischer Pastor, Musik-Missionar und Autor
- Harter, Dow W. (1885–1971), US-amerikanischer Politiker
- Harter, Edgar (* 1946), deutscher Schauspieler, Hörspielsprecher und Kabarettist
- Härter, Franz (1797–1874), elsässischer evangelischer Pfarrer
- Harter, Franziska (* 1988), deutsche Journalistin und Romanistin
- Harter, Gabriele B. (* 1962), deutsche Autorin
- Härter, Hans-Georg (* 1945), deutscher Manager, Vorstandsvorsitzender der ZF Friedrichshafen AGHans-Georg Härter (* 1945)

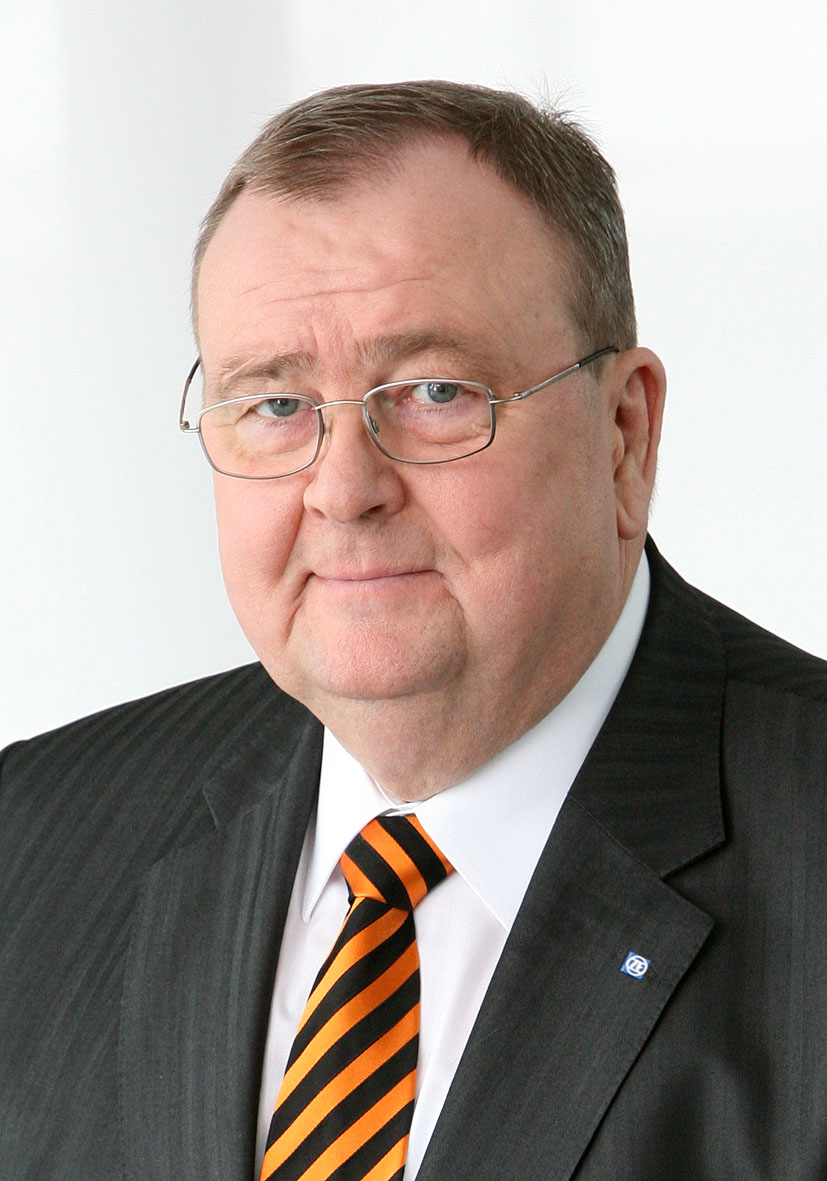
Hans-Georg Härter (* 1945)

- Härter, Holger (* 1956), deutscher Manager, stellvertretender Vorstandsvorsitzender der Porsche Automobil Holding SE
- Härter, Ilse (1912–2012), deutsche evangelische Theologin
- Harter, J. Francis (1897–1947), US-amerikanischer Politiker
- Härter, Jens (* 1979), deutscher Fußballspieler
- Harter, Josef (1899–1948), deutscher Eisenbahner, Gewerkschafter, Landtagsabgeordneter und Präsident des Verkehrsrates der Betriebsvereinigung der Südwestdeutschen Eisenbahnen (SWDE)
- Härter, Karl (* 1956), deutscher Rechtshistoriker
- Harter, Kathleen (* 1946), US-amerikanische Tennisspielerin
- Harter, Konstantin (* 1925), Schweizer Eishockeyspieler
- Harter, Kurt (1858–1936), deutscher Politiker (Deutschkonservative Partei, DNVP) und Mitglied des Sächsischen Landtages (1897–1920)
- Harter, Luca (* 2002), deutscher Radsportler
- Harter, Maurus Aloys (1777–1852), deutscher Bibliothekar und Benediktiner
- Harter, Michael D. (1846–1896), US-amerikanischer Politiker
- Harter, Sven (* 1963), deutscher Radrennfahrer
- Härter, Ulrich (1925–2016), deutscher Maler gegenständlicher Kunst
- Harter, Ursula (* 1958), deutsche Kunsthistorikerin
- Harter-Uibopuu, Kaja (* 1968), österreichische Althistorikerin, Rechtshistorikerin und Epigraphikerin
- Harteros, Anja (* 1972), deutsche Opernsängerin (Sopran)
- Hartert, Claudia Bernadine Elisabeth (1863–1958), deutsche Ornithologin und Tierillustratorin
- Hartert, Ernst (1859–1933), deutscher Ornithologe
- Hartert, Karl (1777–1844), Landrat

### Hartev
- Harteveld, Joris (* 1968), namibischer Radrennfahrer

### Hartew
- Hartewig, Philipp (* 1994), deutscher Politiker (FDP)Philipp Hartewig (* 1994)

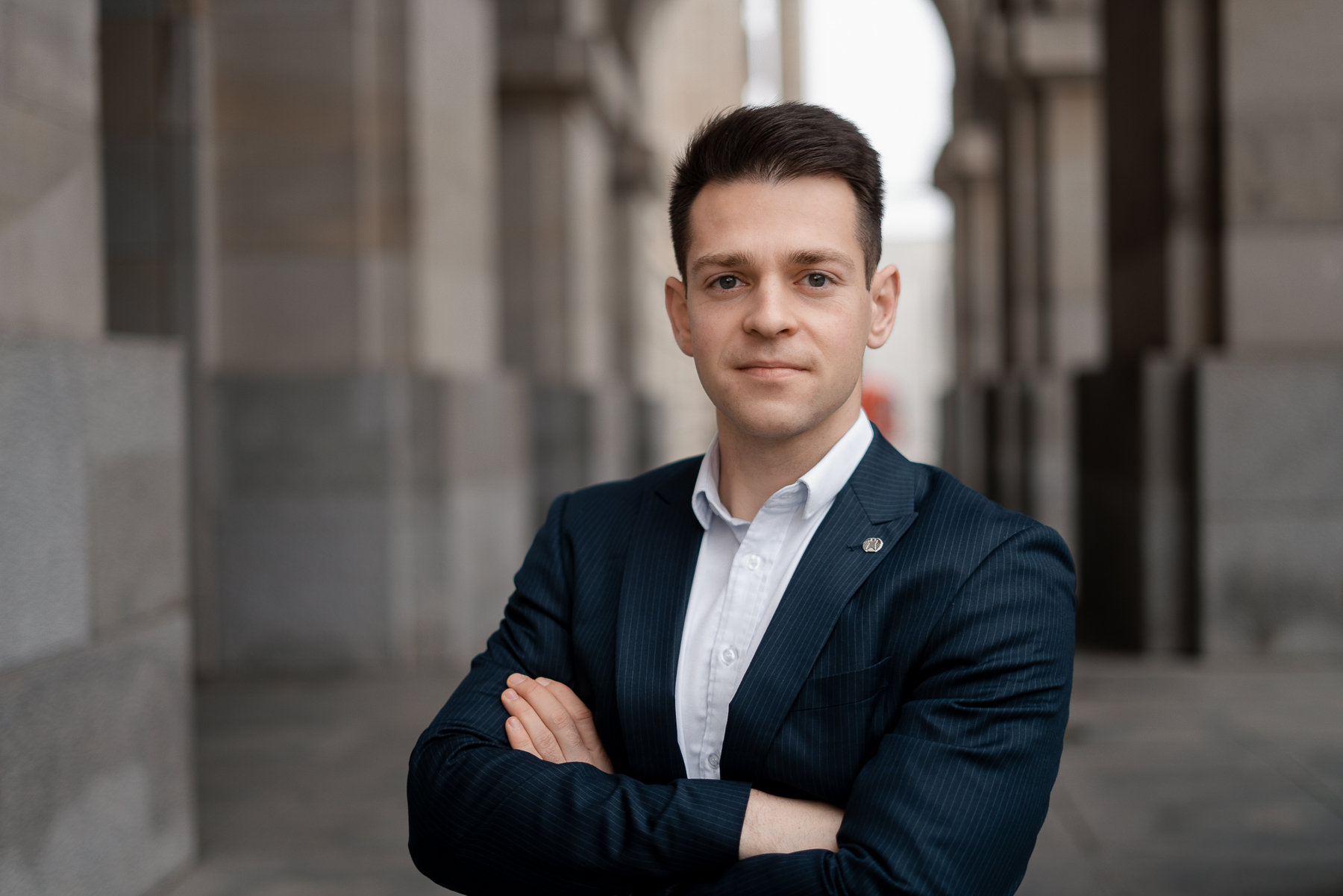
Philipp Hartewig (* 1994)